# Homme de Kocabaş
L'Homme de Kocabaş, ou Homme de Denizli, est le nom donné à une calotte crânienne fossile partielle attribuée à l'espèce Homo erectus, découverte en 2002 dans l'Ouest de la Turquie, et datée entre 1,6 et 1,2 million d'années. Trouvée près du village de Kocabaş, dans la province de Denizli, cette calotte crânienne est le plus ancien fossile humain connu en Turquie à ce jour. Elle représente un premier lien possible entre les fossiles contemporains d'Afrique et les premières traces laissées par l'Homme en Europe, il y a environ 1,5 million d'années.

## Historique
Le village de Kocabaş se trouve à 200 km à l’est-sud-est d'Izmir et à 150 km au nord-ouest d'Antalya, dans la province de Denizli.
La découverte du fossile de Kocabaş est due au géologue turc Mehmet Cihat Alçiçek qui suivait pour ses travaux l'exploitation des carrières de travertin dans le bassin de Denizli, notamment sur le site de Kocabaş. Mehmet Alçiçek étudiait des formations Plio-Pléistocène, et il récupérait des fossiles de vertébrés que les ouvriers de l’usine de Dalmersan mettaient de côté au moment du découpage des dalles. La calotte crânienne a été trouvée en fragments et a fait l'objet d'une reconstitution partielle, notamment par application de la symétrie.
La première description de la calotte crânienne est due à John Kappelman et ses collègues en 2008.

## Description
Le fossile de Kocabaş montre une divergence de l’os frontal peu marquée et une séparation des lignes temporales sur l’os pariétal, ce qui le rapproche des fossiles africains datés d'environ 1 million d'années.
Il possède une constriction post-orbitaire marquée, un torus supra-orbitaire bordé postérieurement par un sulcus supra-toral et présentant inférieurement une incisure et un tubercule supra-orbitaires, des lignes temporales en position moyennement haute délimitant une zone infra-temporale au bombement net, qui sont des caractères communs à Homo ergaster et Homo erectus. Cependant, Kocabaş se différencie par les proportions de son os frontal (considéré hors torus supra-orbitaire), qui est court et large, des Homo erectus asiatiques, chez qui l’écaille frontale est plus longue. Il partage cette disposition avec les Homo erectus africains. 

Province de Denizli en Turquie

## Datation
Une étude de 2018 attribue à l'Homme de Kocabaş un âge compris entre 1,6 et 1,2 Ma. Le croisement du paléomagnétisme et de la paléofaune a permis de produire cet âge approximatif.

## Analyse
La morphologie de l'os frontal permet de différencier nettement l'Homme de Kocabas des espèces Homo habilis et Homo georgicus d’une part, et des espèces Homo heidelbergensis et Homo neanderthalensis d’autre part.
En 2014, Amélie Vialet, chercheuse au Musée de l'Homme à Paris, estimait que l'Homme de Kocabas présentait des similitudes avec les Homo erectus africains ainsi qu'avec les Homo erectus asiatiques, et apparaissait ainsi comme un intermédiaire entre ces deux groupes, comblant une lacune paléoanthropologique en se situant entre KNM ER 3733 (en) (1,7 Ma, Homo ergaster, Lac Turkana Est, au Kenya), et les Homo erectus d'Asie, tels que l'Homme de Pékin, l'Homme de Sangiran (plus récents que 0,78 Ma) et l'Homme de Nankin (environ 0,64 Ma).
En 2018, Amélie Vialet concluait, après de nouvelles analyses cladistiques de données issues de la morphométrie 3D, que l'Homme de Kocabas se rapprochait davantage des fossiles africains usuellement attribués à Homo ergaster et Homo erectus (KNM-OL 45500 (Kenya), Daka-Bouri Bou-VP-2/66 (Éthiopie), Buya UA 31 (Érythrée), datés d'environ 1 million d'années), et se séparait clairement d'Homo georgicus et des Homo erectus asiatiques. L'Homme de Kocabaş s'inscrirait dans une histoire évolutive distincte de celle d'Homo georgicus, et témoignerait d'une migration hors d'Afrique plus tardive. Il aurait fait partie d'une autre expansion humaine qui, vers 1,5 million d’années, aurait gagné le Proche-Orient depuis l'Afrique. Amélie Vialet a confirmé son analyse en 2019.
La population représentée par l'Homme de Kocabaş a peut-être contribué au peuplement de l'Europe à partir de 1,5 Ma. Cependant, la première espèce humaine identifiée en Europe demeure à ce jour Homo antecessor, datée d'environ 860 000 ans. Les fossiles plus anciens trouvés en Europe ne sont pas encore attribués.